# 転生した大聖女は、聖女であることをひた隠す
『転生した大聖女は、聖女であることをひた隠す』（てんせいしただいせいじょはせいじょであることをひたかくす）は、十夜による日本のライトノベル。略称は「転生した大聖女」。2019年1月6日より「小説家になろう」で連載されており、同年6月からはアース・スターノベル（アース・スター エンターテイメント）より書籍化されている。イラストはchibiが担当。2022年7月からはスピンオフの過去編となる『転生した大聖女は、聖女であることをひた隠す ZERO』が全編描きおろしで刊行されている。
メディアミックスとして、2019年12月からは『転生した大聖女は、聖女であることをひた隠す A Tale of The Great Saint』のタイトルで『コミック アース・スター』（同社）にてコミカライズが連載されている。作画は青辺マヒト。『ZERO』のコミカライズ『転生した大聖女は、聖女であることをひた隠すZERO 〜The Great Saint of Remembrance〜』は海楠の作画により2023年10月19日より同サイトで連載。2025年にはテレビアニメ化が発表されている。
小説と漫画を合わせたシリーズ累計部数は2025年7月時点で350万部を突破している。

## あらすじ
少女・フィーア・ルードは、森で黒い鳥に回復薬を使用したところ、黒龍であったその生き物に襲われ、死にかける。死の間際、フィーアは自身の前世が300年前の大聖女・セラフィーナであったことを思い出し、聖女としての力も取り戻す。その力で自身と黒龍・ザビリアを回復させたフィーアはザビリアと契約を結ぶことになる。前世では聖女であることを理由に殺されたことから、フィーアは自身が聖女であることを隠して生きていくことを決める。
騎士団に入団したフィーアは、自身の聖女としての力やザビリアの正体について隠しながら生活を続けてきた。しかしある日、強大な魔物と戦うために能力を使用し、一部の周りの人間にも秘密を公開することになる。しかしそんな中でも、周囲に危害が及ぶことを恐れ、聖女であることは告白できない。
だが、300年の間に「精霊との契約」が行われなくなったことで、聖女の力は低下して傷ひとつ治すのに数人がかりとなっている。さらに騎士と共に戦うのではなく、賓客のように扱われ聖女もそれが当然という感覚になっていた。聖女に関しては300年前の認識でいたフィーアは困惑し、自覚もなく大聖女の力を振るって逆に周囲を困惑させてしまう。

## 登場人物
フィーア・ルード
声 - 若山詩音
本作の主人公。ナーヴ王国第一騎士団に所属する少女。15歳。前世は聖女セラフィーナであり、当時の力を受け継いでいるため、聖女が弱体化した現在では桁違いの力となっている。しかし、騎士として求められる剣術を始めとした身体能力は並み以下であり、本来騎士になれる訳がないのだが、自らが付与した「攻撃力を2倍にする剣」や「電撃魔法を付与した剣」で実技試験に合格した。
前世では王族であり、聖女としての務めに励んでいたが、それによって人気が高くなりすぎて他の王族から疎まれていた。魔王を倒し力を使い果たした状態で実の兄弟に見捨てられ、魔王城に置き去りとなり、生き残っていた魔人による拷問で亡くなった。自身を殺した魔人が生まれ変わっても狙っていると言い残したことがトラウマになっていて、聖女であることはひた隠しにしているつもりだが、自身の能力に対する自覚の無さ（前述の武器付与も300年前に失われている技術）と困っている者、苦しんでいる者を放っておけない性格から度々墓穴を掘り、周囲からは何らかの秘密を抱えていることは察せられている。
『このライトノベルがすごい！』女性キャラクター部門では2024年版・2025年版で共に6位を獲得している。
ザビリア
声 - 徳留慎乃佑
フィーアの従魔であり、黒竜。騎士団では、青い鳥・ブルーダブのふりをしている。当初はフィーアと共にいられれば良いと考えていたが、フィーアに降りかかるであろう危難を振り払う力を得るために竜の王となることを目指す。なお、黒竜はナーブ王国の守護獣とされているが、ザビリア自身とは一切関わりのない話である。

### 黒竜騎士団
サヴィス・ナーヴ
声 - 梅原裕一郎
ナーヴ王国黒竜騎士団総長。王の弟で、王位継承権一位。隻眼。現国王である兄が「女性を愛せない」とのことで、次期国王候補の筆頭。
シリル・サザランド
声 - 島﨑信長
ナーヴ王国第一騎士団長。公爵。王位継承権二位。騎士団一の剣の腕前を持つ。大聖女に対して信仰を持つサザランドの領主だが、元聖女の母親によって領民との間には少なからぬ確執があった。
単行本5巻発売を記念して行われたキャラクター人気投票では1位を獲得している。
デズモンド・ローナン
ナーヴ王国第二騎士団長兼憲兵司令官。かつて許婚に婚約を取り消されたことがあるとのことで、それを含めて女性を信頼していない。
クェンティン・アガター
ナーヴ王国第四魔物騎士団長。対峙した相手のエネルギーを感知することができ、フィーアやザビリアの強さにもいち早く気が付いていたが、それによって二人に対しての敬意が天元突破している。
ザカリー・タウンゼント
ナーヴ王国第六騎士団長。少なからず脳筋ではあるが男気があり、部下から慕われている。
カーティス・バニスター
ナーヴ王国第十三騎士団長。フィーアから見ても覇気というモノに欠ける。サザランド出身。フィーアと出会ったことを切っ掛けに300年前に大聖女の護衛騎士だった「青騎士・カノープス」の記憶がよみがえる。フィーアの側にいるため団長職を辞する。300年前に大聖女が亡くなった後、王国に起きた事変を知っている。
ガイ・オズバーン
ナーヴ王国第十一騎士団長。粗雑な性格。部下であるオリアに懸想しているが、相手にはされていない。
副団長時代（約5年前）、休暇でルード領を訪れた際に出会ったフィーアを故郷の風習に倣って脅かしたことがあり、フィーアからは「たてがみ魔人」と呼ばれている。
ドルフ、アルディオ、オリア、レオン
フィーアの家族。全員が騎士団に所属している。基本的に王都勤務ではないため、入団式以降はほぼ登場しない。
父のドルフは複数人いる第十四騎士団副団長を務めている。生真面目かつ少なからず見栄っ張りな性格。黒竜を従えたフィーアが王国に取り込まれれば「その縁故で騎士団長になれる」とオリアに言われて、そんなみっともない真似ができるかと事実を隠蔽することを決めた。
長男のアルディオは真面目で求道的な姿勢と立ち振る舞いから「氷の騎士」とも呼ばれている。だが家族に対しては関心が薄く、騎士として剣を極めることにしか興味がない。フィーアとも10歳の時に剣の腕にダメ出ししてから5年に渡って目も合わせず言葉を交わしていなかった。騎士団の三次試験官となっても手加減をする発想がない（入団試験を受ける者が試験官に実力で勝つようなら却って問題である）。
長女のオリアは第十一騎士団所属。家族の中ではフィーアの味方。レオンとは仲が悪い。
次男のレオンは脳筋で馬鹿。騎士家に生まれた以上、騎士となって一人前と考えている。そのため騎士として求められる才能がないフィーアは「人間未満」としており、生きていようが死のうが頓着しないどころか、助けに行くと言われて内心不満を抱くほど。騎士団の一次試験官となっても受験者を全員叩きのめすのに夢中になって合格者を選ぶという発想がない。

## 評価
2019年には、小説家になろうのジャンル別年間ランキングで異世界〔恋愛〕部門の1位を獲得している。『このライトノベルがすごい！』単行本・ノベルス部門では2024年版・2025年版で共に2位を獲得している。

## 既刊一覧

### 小説
- 十夜（著）・chibi（イラスト） 『転生した大聖女は、聖女であることをひた隠す』 アース・スター エンターテイメント〈アース・スターノベル〉、既刊11巻（2025年3月14日現在）
  1. 2019年6月15日初版第1刷発行（同日発売[書 1]）、ISBN 978-4-8030-1306-1
  2. 2019年11月15日初版第1刷発行（同日発売[書 2]）、ISBN 978-4-8030-1360-3
  3. 2020年5月15日初版第1刷発行（同日発売[書 3]）、ISBN 978-4-8030-1419-8
  4. 2020年12月16日初版第1刷発行（同日発売[書 4]）、ISBN 978-4-8030-1476-1
  5. 2021年5月15日初版第1刷発行（同日発売[書 5]）、ISBN 978-4-8030-1522-5
  6. 2021年12月15日初版第1刷発行（同日発売[書 6]）、ISBN 978-4-8030-1594-2
  7. 2022年8月18日初版第1刷発行（同日発売[書 7]）、ISBN 978-4-8030-1683-3
  8. 2023年2月15日発売[書 8]、ISBN 978-4-8030-1747-2
  9. 2023年10月18日発売[書 9]、ISBN 978-4-8030-1851-6
  10. 2024年6月14日発売[書 10]、ISBN 978-4-8030-1469-3
  11. 2025年3月14日発売[書 11]、ISBN 978-4-8030-2095-3
    - （特装版）同日発売[書 12]、ISBN 978-4-8030-2096-0
- 十夜（著）・chibi（イラスト） 『転生した大聖女は、聖女であることをひた隠す ZERO』 アース・スター エンターテイメント〈アース・スターノベル〉、既刊5巻（2024年12月18日現在）
  1. 2022年7月15日初版第1刷発行（同日発売[書 13]）、ISBN 978-4-8030-1670-3
  2. 2023年2月15日発売[書 14]、ISBN 978-4-8030-1746-5
  3. 2023年8月18日発売[書 15]、ISBN 978-4-8030-1825-7
  4. 2024年3月15日発売[書 16]、ISBN 978-4-8030-1922-3
  5. 2024年12月18日発売[書 17]、ISBN 978-4-8030-2049-6

### 漫画
- 十夜・chibi（原作）、青辺マヒト（漫画） 『転生した大聖女は、聖女であることをひた隠す A Tale of The Great Saint』 アース・スター エンターテイメント〈アース・スター コミックス〉、既刊12巻（2025年3月12日現在）
  1. 2020年4月11日発売[書 18]、ISBN 978-4-8030-1408-2
  2. 2020年9月12日発売[書 19]、ISBN 978-4-8030-1446-4
  3. 2021年2月12日発売[書 20]、ISBN 978-4-8030-1488-4
  4. 2021年7月12日発売[書 21]、ISBN 978-4-8030-1536-2
  5. 2021年12月10日発売[書 22]、ISBN 978-4-8030-1586-7
  6. 2022年5月12日発売[書 23]、ISBN 978-4-8030-1641-3
  7. 2022年10月12日発売[書 24]、ISBN 978-4-8030-1700-7
  8. 2023年4月12日発売[書 25]、ISBN 978-4-8030-1770-0
  9. 2023年10月12日発売[書 26]、ISBN 978-4-8030-1847-9
  10. 2024年3月13日発売[書 27]、ISBN 978-4-8030-1921-6
  11. 2024年10月11日発売[書 28]、ISBN 978-4-8030-2019-9
    - （特装版）同日発売[書 29]、ISBN 978-4-8030-2023-6

  12. 2025年3月12日発売[書 30]、ISBN 978-4-8030-2091-5
    - （特装版）同日発売[書 31]、ISBN 978-4-8030-2092-2
- 十夜・chibi（原作）、海楠（漫画） 『転生した大聖女は、聖女であることをひた隠すZERO 〜The Great Saint of Remembrance〜』 アース・スター エンターテイメント〈アース・スター コミックス〉、既刊3巻（2025年3月12日現在）
  1. 2024年3月13日発売[書 32]、ISBN 978-4-8030-1913-1
  2. 2024年9月12日発売[書 33]、ISBN 978-4-8030-2002-1
  3. 2025年3月12日発売[書 34]、ISBN 978-4-8030-2085-4

## テレビアニメ
2026年に放送予定。

### スタッフ
- 原作 - 十夜[9]
- キャラクター原案 - chibi[9]
- コミカライズ - 青辺マヒト[9]
- 監督 - 牧野友映[18]
- 副監督 - 村田尚樹[18]
- シリーズ構成 - 赤尾でこ[18]
- キャラクターデザイン - 栗田聡美[18]
- 音響監督 - 納谷僚介[18]
- 音楽 - 末廣健一郎[18]
- アニメーション制作 - FelixFilm[18]
- 製作 - 黒竜騎士団[18]